# Sam Giancana
Salvatore "Sam" Giancana, također  "Momo" i "Mooney", rođen kao Salvatore Giangana (Chicago, Illinois, 15. lipnja 1908. — Oak Park, Illinois 19. lipnja 1975.) bio je američki mafijaški vođa koji je bio na čelu kriminalne organizacije Chicago Outfit. Javnosti je postao poznat 1960-ih zbog svoje povezanosti s obitelji Kennedy i Marilyn Monroe. Sumnjalo se da je bio povezan s ubojstvom Johny Kennedyja. Bio je umiješan u pokušaj ubojstva Fidela Castra. Giancana je ubijen malokalibarskim revolverom u svojoj kuhinji. Ubojstvo nije nikada razjašnjeno. 